# Pseudomicrodota paganettii
Pseudomicrodota paganettii är en skalbaggsart som först beskrevs av Max Bernhauer 1909.  Pseudomicrodota paganettii ingår i släktet Pseudomicrodota, och familjen kortvingar. Arten är reproducerande i Sverige.